# جايسون دونالد
جايسون دونالد (بالإنجليزية: Jason Donald)‏ هو لاعب كرة قاعدة أمريكي، ولد في 4 سبتمبر 1984 في فريسنو في الولايات المتحدة.

## وصلات خارجية
- جايسون دونالد على موقع دوري كرة القاعدة الرئيسي (الإنجليزية)
- جايسون دونالد على موقعبيزبول رفرنس.كوم (الدوري الرئيسي) (الإنجليزية)
- جايسون دونالد على موقعبيزبول رفرنس.كوم (الدوري الثانوي) (الإنجليزية)
- جايسون دونالد على موقع إي إس بي إن.كوم (أم.أل.بي) (الإنجليزية)
- جايسون دونالد على موقع مشجعي الرسوم البيانية (الإنجليزية)
- جايسون دونالد على موقع أوليمبيديا (الإنجليزية)